# Phytomyza virosae
Phytomyza virosae este o specie de muște din genul Phytomyza, familia Agromyzidae, descrisă de Pakalniskis în anul 2000.
Este endemică în Lituania. Conform Catalogue of Life specia Phytomyza virosae nu are subspecii cunoscute.